# NDPK-C
Le NDPK-C, pour « nucleoside diphosphate kinase C », ou NME3 est l'une des nucléoside diphosphate kinases. Son gène est NME3 situé le chromosome 16 humain.

## Structure
Sa structure est proche de celles des NDPK-A et NDPK-B. Il forme un hexamère avec le NDPK-A.

## Rôles
Il intervient dans la régulation des récepteurs bêta adréanergiques et dans la contraction du muscle cardiaque. Il favoriserait la conservation de la fonction systolique en cas d'insuffisance cardiaque en diminuant le taux d'AMP cyclique.